# استقلال قضایی
استقلال قضایی مفهومی است به این معنا که قوه قضائیه لازم است از دیگر قوای حکومت جدا نگه داشته شود. یعنی، دادگاه نباید تحت نفوذ نامناسب دیگر قوا،  یا منافع خصوصی یا حزبی باشند. استقلال قضایی برای ایدهٔ تفکیک قوا حیاتی و مهم است.
کشورهای مختلف با ایدهٔ استقلال قضایی از طریق شیوه‌های گوناگون انتخاب قاضی مواجه می‌شوند. یک روش برای ترویج استقلال قضایی اعطای دوره مادام العمر یا دوره فعالیت طولانی مدت به قضات است که اختیار آزادی به آنها می‌دهد تا در خصوص پرونده‌ها تصمیم‌گیری کرده و بنا بر حاکمیت قانون و ملاحظه قضایی حکم کنند، حتی اگر آن تصمیمات از نظر سیاسی نامحبوب یا مورد مخالفت منافع قدرتمند باشند. ریشهٔ این مفهوم را می‌توان تا انگلستان قرن هیجدهم پی گرفت.
در برخی کشورها، توانایی قوه قضائیه برای نظارت بر قوه مقننه با قدرت بررسی قضایی افزایش می‌یابد. این قدرت می‌تواند، به عنوان مثال، با الزام به انجام اقدامات خاص، زمانی که قوه قضائیه تشخیص می‌دهد که یک شاخه از دولت از انجام وظیفه قانون اساسی خودداری می‌کند یا با اعلام اینکه قوانین تصویب شده توسط قوه مقننه خلاف قانون اساسی است، مورد استفاده قرار گیرد. کشورهای دیگر استقلال قضایی را با حاکمیت پارلمان محدود می‌کنند.